# 하승리
하승리(河勝理, 1995년 1월 9일~)는 대한민국의 배우이다.

## 학력
- 안말초등학교 (2008년 졸업)
- 송림중학교 (2011년 졸업)
- 이매고등학교 (2014년 졸업)

## 출연 작품

### 텔레비전 드라마
- 1999년 MBC 저녁 일일시트콤 《남자 셋 여자 셋》
- 1999년 MBC 저녁 일일시트콤 《점프》
- 1999년 SBS 수목 대기획 《청춘의 덫》 ... 강혜림 역
- 1999년 SBS 주말 특별기획 드라마 《파도》
- 1999년 SBS 드라마스페셜 《해피투게더》
- 2000년 SBS 월화 특별기획 드라마 《사랑의 전설》
- 2000년 iTV 시트콤 《닥터 닥터》
- 2000년 MBC 단막극 《MBC 베스트극장 - 사랑에 대한 예의》 ... 열매 역
- 2000년 ~ 2001년 MBC 월요 시트콤 《세 친구》
- 2000년 ~ 2001년 SBS 저녁 일일연속극 《자꾸만 보고싶네》
- 2000년 ~ 2001년 MBC 월화 특별기획 드라마 《아줌마》 ... 윤세은 역
- 2001년 MBC 저녁 일일연속극 《결혼의 법칙》
- 2001년 MBC 수목 미니시리즈 《가을에 만난 남자》
- 2001년 SBS 단막극 《오픈드라마 남과 여 - 산타 아빠》 ... 행순 역
- 2002년 MBC 단막극 《MBC 베스트극장 - 겨울이 갈 때까지》 ... 은서 역
- 2002년 SBS 주말 특별기획 드라마 《유리구두》 ... 김윤희 / 이선우 역
- 2002년 KBS2 일요 드라마 《언제나 두근두근》
- 2003년 MBC 단막극 《MBC 베스트극장 - 종이비행기》 ... 하늘 역
- 2003년 MBC 저녁 일일시트콤 《논스톱 3》
- 2003년 SBS 단막극 《오픈드라마 남과 여 - 납량특집 제1탄 은지》 ... 은지 역
- 2004년 MBC 월화 특별기획 드라마 《영웅시대》 ... 어린 천태희 역 (한혜진, 이혜숙 아역)
- 2004년 KBS2 단막극 《드라마시티 - 우리 햄》 ... 최현지 역
- 2005년 SBS 2부작 금요드라마 《내 사랑 토람이》 ... 숙연의 딸 김은비 역
- 2005년 EBS1 수목 미니시리즈 《겨울아이》 ... 노공주 역
- 2005년 KBS2 수목드라마 《황금사과》 ... 윤지 역
- 2006년 SBS 주말 특별기획 드라마 《연개소문》 ... 어린 보희 역 (임성언 아역)
- 2006년 KBS2 단막극 《드라마시티 - 소풍》 ... 서진주 역
- 2007년 MBC 저녁 일일연속극 《나쁜 여자 착한 여자》 ... 송진아 역
- 2008년 SBS 창사특집 3부작 드라마 《압록강은 흐른다》 ... 16세 최문호 역
- 2009년 MBC 《계백》 ... 계백장군 아내 부여희 역
- 2009년 MBC 저녁 일일연속극 《밥 줘》 ... 정은지 역
- 2010년 KBS2 수목 특별기획 드라마 《제빵왕 김탁구》 ... 어린 구자경 역 (최자혜 아역)
- 2010년 SBS 월화 미니시리즈 《나는 전설이다》 ... 조은지 역
- 2010년 MBC 단막극 《MBC 일요 드라마 극장 - 주부 김광자의 제3활동》 ... 나유미 역
- 2012년 SBS 드라마스페셜 《부탁해요 캡틴》 ... 왕따 여학생 희망 역 (특별출연)
- 2012년 SBS 설 특집 2부작 드라마 《널 기억해》 ... 유우 역
- 2012년 SBS 드라마스페셜 《유령》 ... 정미영 역 (특별출연)
- 2012년 JTBC 월화 미니시리즈 《해피 엔딩》 ... 박나리 역
- 2014년 SBS 월화 특별기획 드라마 《비밀의 문》 ... 정순왕후 김씨 역
- 2015년 KBS2 수목 특별기획 드라마 《착하지 않은 여자들》 ... 어린 김현숙 역 (채시라 아역)
- 2015년 SBS 주말 특별기획 드라마 《이혼변호사는 연애중》 ... 지하철 사고 피해자 역
- 2015년 KBS2 금토 미니시리즈 《프로듀사》 ... 고등학생 탁예진 역 (공효진 아역)
- 2015년 tvN 금토 미니시리즈 《두번째 스무살》 ... 어린 하노라 역 (최지우 아역)
- 2015년 KBS2 단막극 《KBS 드라마 스페셜 - 노량진역에는 기차가 서지 않는다》 ... 장유하 역
- 2016년 네이버 TV 웹 드라마 《들썩들썩 패밀리》 ... 정나미 역
- 2016년 KBS2 저녁 일일연속극 《여자의 비밀》 ... 변미래 역
- 2017년 KBS2 수목 미니시리즈 《김과장》 ... 이민지 역
- 2017년 KBS2 월화 미니시리즈 《학교 2017》 ... 황영건 역
- 2018년 KBS1 저녁 일일연속극 《내일도 맑음》 ... 황지은 역
- 2019년 tvN 수목 미니시리즈 《검색어를 입력하세요 WWW》 ... 홍유진 역
- 2020년 SBS 금토 미니시리즈 《더 킹 : 영원의 군주》 ... 장연지 역 (특별출연)
- 2022년 NETFILX 오리지널 드라마 《지금 우리 학교는》 ... 장하리 역
- 2023년 MBC Drama 월화 미니시리즈 《로맨스 빌런》 ... 반유진 역
- 2023년 KBS2 월화 미니시리즈 《순정복서》 ... 정수연 역
- 2023년 tvN 토일 미니시리즈 《아라문의 검》 ... 채은 역
- 2023년 KBS 대하드라마 《고려 거란 전쟁》... 원성왕후 역
- 2025년 ~ 2026년 KBS1 저녁 일일연속극 《마리와 별난 아빠들》

### 영화
| 연도 | 제목                      | 역할        | 비고        |
| ---- | ------------------------- | ----------- | ----------- |
| 2000 | 《순애보》                | 우인 조카   |             |
| 2002 | 《밀애》                  | 수진        |             |
| 2003 | 《화성으로 간 사나이》    | 어린 소희   | 김희선 아역 |
| 2003 | 《역전에 산다》           | 공원 아이   |             |
| 2005 | 《열번째 비가 내리는 날》 | 수진 딸     |             |
| 2010 | 《악마를 보았다》         | 항구 여고생 |             |
| 2011 | 《써니》                  | 예빈        |             |
| 2017 | 《데드 어게인》           | 리나        |             |

## 연기 외 활동

### 뮤지컬
- 2004년 말괄량이 삐삐 아니카 주연

### 뮤직비디오
- 2022년 백예슬 그냥 편한 사이라도
- 2022년 김나영 어쩔 수가 없나 봐

## 텔레비전 프로그램
- 2002년 MBC 코미디하우스 - 봉자야 봉자
- 2004년 EBS 딩동댕유치원 - 승리
- 2018년 MBC 랭킹쇼 1, 2, 3 - 게스트
- 2019년 MBC 미스터리 음악쇼 복면가왕 - 숙제는 다 했니? 개학 <참가자>
- 2022년 JTBC 아는형님 - 게스트
- 2022년 MBC에브리원 대한외국인 - 게스트

### 광고
- 2000년 교원구몬 구몬학습
- 2000년 삼일제약 부루펜 시럽
- 2022년 드림워커 데이라이프
- 2022년 넥슨 바람의나라